# Фернандо Оторґуес
Фернандо Оторґуес (ісп. Fernando Otorgués; 1774 — 14 грудня 1831) — південноамериканський військовик і політик, учасник війни за незалежність Аргентини, прихильник незалежності Уругваю, губернатор Східної провінції (сучасний Уругвай).

## Біографія
Народився в сім'ї Хосе Оторґуеса, іспанського землевласника, вихідця з Уески. З перших днів брав участь у війні за незалежність Аргентини, у лютому 1814 року отримав мандат полковника від губернатора провінції Буенос-Айрес.
Наприкінці лютого Оторґуеса було призначено губернатором Східної провінції. Вже за місяць він вперше підняв у Монтевідео власний прапор, що спричинило невдоволення з боку влади Об'єднаних провінцій Ріо-де-ла-Плати. Окрім того Фернадо Оторґуес не мав підтримки серед місцевого населення, більшість якого складали роялісти. Губернатора вважали зарозумілим генералом, який дозволяє своїм солдатам хазяйнувати в місті. Зважаючи на це, Хосе Хервасіо Артігас вирішив замінити Оторґуеса на посаді губернатора Східної провінції, та 29 липня 1815 року новим губернатором став Мігель Баррейро.
Після того Оторґуес повернувся до військової справи, взявши участь у боротьбі проти португальсько-бразильського вторгнення. Та кампанія виявилась для генерала невдалою, та зрештою завершилась поразкою Об'єднаних провінцій. 1817 року на території сучасного Уругваю було встановлено владу Сполученого королівства Португалії, Бразилії й Алгарве, а Східна провінція отримала назву Сісплатина.
6 травня 1819 року після розгрому військами під командуванням Бенту Гонсалвіса да Сілви Оторґуес потрапив у полон та був доставлений до Ріо-де-Жанейро, де перебував до травня 1821 року. Після того повернувся до Монтевідео.
1825 року, коли почались виступи під проводом Хуана Антоніо Лавальєхи проти бразильського панування, Оторґуеса знову взяли під варту, щоб запобігти його участі у військових діях на боці борців за незалежність. Однак 1827 року генералу вдалось утекти, після чого він все ж приєднався до сил Лавальєхи.
Після перемоги над бразильцями Оторґуес вийшов у відставку й до самої своєї смерті 1831 року проживав у власному маєтку в Монтевідео.
Нині прапор Фернандо Оторґуеса використовує у своїй символіці уругвайська ліва політична коаліція Широкий фронт.